# Regalis de Vannes
Regalis est le neuvième évêque de Vannes. Il succède à Eunius, exilé en pays Franc par Chilpéric Ier.

## Contexte historique
Évêque d'une ville enclavée qui ne se considère pas encore comme bretonne, Regalis ne coopère pas avec le roi Waroch et se sent prisonnier des Bretons. En 590, le roi Gontran, exaspéré par les excursions de Waroch sur son territoire, envoie une armée punitive menée par Beppolène et Ebrachaire, mais la rivalité des deux chefs de guerre ainsi que la ruse de Waroch provoquent leur défaite. Ebrachaire put cependant reprendre brièvement Vannes aux Bretons. C'est à cette occasion que l'évêque Regalis assura se trouver « sous le joug très sévère des Bretons », ce qui laisse entendre que les Vannetais ne s'estimaient pas encore Bretons, à moins que ce n'ait été une prudente déclaration de fidélité en un temps d'occupation militaire.

## Sources
- Liste officielle des prélats du diocèse de Vannes de l'Église catholique Diocèse de Vannes Liste chronologique des Évêques de Vannes .
- Grégoire de Tours Histoire des Francs Tomes I & II Les Belles Lettres Éditeur Denoël 3e édition (1974).
- (la) Jean-Barthélemy Hauréau, Gallia Christiana, vol. XIV Provincia Turonensi, Paris, Firmin-Didot, 1856, p. 916 Ecclesia Venentesis VII Regalis.